# Amyris terebinthifolia
Amyris terebinthifolia là một loài thực vật có hoa trong họ Cửu lý hương. Loài này được Ten. mô tả khoa học đầu tiên năm 1837.